# Prémio Satellite de melhor atriz em minissérie ou filme de televisão
O Prémio Satellite de melhor atriz em minissérie ou filme de televisão é um dos Prémios Satellite para televisão que apresentados anualmente pela International Press Academy. Disputado por cinco candidatas é entregue desde 1997 e tem Judy Davis como maior vencedora, tendo levado duas vezes.

## 1990s
| Ano  | Vencedora(s)                                                                | Indicadas |
| ---- | --------------------------------------------------------------------------- | --- |
| 1996 | Helen Mirren - Prime Suspect 5: Errors of Judgment                          | - Kirstie Alley - Suddenly - Lolita Davidovich - Harvest on Fire - Laura Dern - The Siege of Ruby Ridge - Jena Malone - Hidden in America                            |
| 1997 | Jennifer Beals - The Twilight of the Golds Alfre Woodard - Miss Evers' Boys | - Glenn Close - In the Gloaming - Greta Scacchi - The Odyssey - Meryl Streep - ...First Do No Harm                                                                   |
| 1998 | Angelina Jolie - Gia                                                        | - Olympia Dukakis - More Tales of the City - Mia Farrow - Miracle at Midnight - Barbara Hershey - The Staircase - Jennifer Jason Leigh - Thanks of a Grateful Nation |
| 1999 | Linda Hamilton - The Color of Courage                                       | - Kathy Bates - Annie - Halle Berry - Introducing Dorothy Dandridge - Leelee Sobieski - Joan of Arc - Regina Taylor - Strange Justice                                |

## 2000s
| Ano  | Vencedora                                              | Indicadas |
| ---- | ------------------------------------------------------ | --- |
| 2000 | Jill Hennessy - Nuremberg                              | - Jennifer Beals - A House Divided - Holly Hunter - Harlan Country War - Gena Rowlands - The Color of Love: Jacey's Story - Vanessa Redgrave - If These Walls Could Talk 2                                       |
| 2001 | Judy Davis - Life with Judy Garland: Me and My Shadows | - Laura Linney - Wild Iris - Sissy Spacek - Midwives - Hannah Taylor-Gordon - Anne Frank: The Whole Story - Emma Thompson - Wit                                                                                  |
| 2002 | Vanessa Williams - Keep the Faith, Baby                | - Kathy Bates - My Sister's Keeper - Stockard Channing - The Matthew Shepard Story - Marcia Gay Harden - King of Texas - Vanessa Redgrave - The Gathering Storm                                                  |
| 2003 | Meryl Streep - Angels in America                       | - Felicity Huffman - Out of Order - Jessica Lange - Normal - Helen Mirren - The Roman Spring of Mrs. Stone - Mary Tyler Moore - Blessings - Maggie Smith - My House in Umbria                                    |
| 2004 | Dianne Wiest - The Blackwater Lightship                | - Clea DuVall - Helter Skelter - Angela Lansbury - The Blackwater Lightship - Helen Mirren - Prime Suspect 6: The Last Witness - Miranda Richardson - The Lost Prince                                            |
| 2005 | Kristen Bell - Reefer Madness                          | - Natascha McElhone - Revelations - Geraldine McEwan - Marple: A Murder Is Announced - S. Epatha Merkerson - Lackawanna Blues - Cynthia Nixon - Warm Springs - Keri Russell - The Magic of Ordinary Days         |
| 2006 | Judy Davis - A Little Thing Called Murder              | - Gillian Anderson - Bleak House - Annette Bening - Mrs. Harris - Helen Mirren - Elizabeth I - Miranda Richardson - Gideon's Daughter                                                                            |
| 2007 | Samantha Morton - Longford                             | - Ellen Burstyn - Oprah Winfrey Presents: Mitch Albom's For One More Day - Queen Latifah - Life Support - Debra Messing - The Starter Wife - Sharon Small - Inspector Lynley Mysteries - Ruth Wilson - Jane Eyre |
| 2008 | Judi Dench - Cranford                                  | - Jacqueline Bisset - An Old Fashioned Thanksgiving - Laura Linney - John Adams - Phylicia Rashad - A Raisin in the Sun - Susan Sarandon - Bernard and Doris - Julie Walters - Filth: The Mary Whitehouse Story  |
| 2009 | Drew Barrymore - Grey Gardens                          | - Lauren Ambrose - Loving Leah - Judy Davis - Diamonds - Jessica Lange - Grey Gardens - Janet McTeer - Into the Storm - Sigourney Weaver - Prayers for Bobby                                                     |

## Anos 2010
| Ano  | Vencedora                                                  | Indicadas |
| ---- | ---------------------------------------------------------- | --- |
| 2010 | Claire Danes - Temple Grandin                              | - Hope Davis - The Special Relationship - Judi Dench - Return to Cranford - Naomie Harris - Small Island Small Island - Ellie Kendrick - The Diary of Anne Frank - Winona Ryder - When Love Is Not Enough: The Lois Wilson Story - Ruth Wilson - Luther |
| 2011 | Kate Winslet - Mildred Pierce                              | - Taraji P. Henson - Taken from Me: The Tiffany Rubin Story - Diane Lane - Cinema Verite - Elizabeth McGovern - Downton Abbey - Jean Marsh - Upstairs, Downstairs - Rachel Weisz - Page Eight |
| 2012 | Julianne Moore - Game Change Como Sarah Palin              | - Gillian Anderson - Great Expectations Great Expectations Como Miss Havisham - Romola Garai - The Crimson Petal and the White como Sugar - Nicole Kidman - Hemingway & Gellhorn como Martha Gellhorn - Sienna Miller - The Girl como Tippi Hedren - Sigourney Weaver - Political Animals como Elaine Barrish |
| 2013 | Elisabeth Moss - Top of the Lake como Det. Robin Griffin   | - Holliday Grainger - Bonnie and Clyde: Dead and Alive como Bonnie Parker - Jessica Lange - American Horror Story: Coven como Fiona Goode - Helen Mirren - Phil Spector como Linda Kenney Baden - Rebecca Hall - Parade's End como Sylvia Tietjens - Laura Linney - The Big C: Hereafter como Catherine "Cathy" Jamison - Helena Bonham Carter - Burton & Taylor como Elizabeth Taylor - Melissa Leo - Call Me Crazy: A Five Film como Robin |
| 2014 | Frances McDormand - Olive Kitteridge como Olive Kitteridge | - Maggie Gyllenhaal - The Honourable Woman como Nessa Stein - Sarah Lancashire - Happy Valley como Catherine Cawood - Cicely Tyson - The Trip to Bountiful como Carrie Watts - Kristen Wiig - The Spoils of Babylon como Cynthia Morehouse |
| 2015 | Sarah Hay - Flesh and Bone como Claire Robbins             | - Samantha Bond - Home Fires como Frances Barden - Aunjanue Ellis - The Book of Negroes como Aminata Diallo - Claire Foy - Wolf Hall como Ana Bolena - Queen Latifah - Bessie como Bessie Smith - Cynthia Nixon - Stockholm, Pennsylvania como Marcy Dargon |